# Nelia schlechteri
Nelia schlechteri är en isörtsväxtart som beskrevs av Schwant. Nelia schlechteri ingår i släktet Nelia och familjen isörtsväxter. Inga underarter finns listade i Catalogue of Life.